# Ukrajna nemzeti ünnepei
Ez a szócikk Ukrajna nemzeti ünnepeit sorolja fel.

## Nemzeti ünnepek
| Dátum                    | Név                                                                                       | Ukrán név                                                                       | Jegyzetek                                                                                     |
| ------------------------ | ----------------------------------------------------------------------------------------- | ------------------------------------------------------------------------------- | --------------------------------------------------------------------------------------------- |
| január 1.                | Újév                                                                                      | Новий рік                                                                       |                                                                                               |
| március 8.               | Nemzetközi nőnap                                                                          | Міжнародний жіночий день                                                        |                                                                                               |
| változó                  | Húsvét                                                                                    | Великдень                                                                       | Javított julián naptár                                                                        |
| május 1.                 | A munka ünnepe                                                                            | День праці                                                                      | 2018-ig május 2. is nemzeti ünnep volt.                                                       |
| május 8.                 | Az emléknap és a nácizmus felett aratott győzelem a második világháborúban 1939-1945 (en) | День пам'яті та перемоги над нацизмом у Другій світовій війні 1939 – 1945 років |                                                                                               |
| változó, húsvét + 49 nap | Pünkösd                                                                                   | Трійця                                                                          | Javított julián naptár                                                                        |
| június 28.               | Ukrajna alkotmányának napja (en)                                                          | День Конституції України                                                        | Ukrajna 1996-os alkotmányát ünnepli.                                                          |
| július 15.               | Az ukrán államiság napja (en)                                                             | День Української Державності                                                    |                                                                                               |
| augusztus 24.            | Ukrajna függetlenségének napja (en)                                                       | День Незалежности України                                                       | A Szovjetunióból 1991-ben való kiválást ünnepli.                                              |
| október 1.               | Ukrajna védelmezőinek napját (en)                                                         | День захисників і захисниць України                                             | 2015 óta nemzeti ünnep.                                                                       |
| december 25.             | Karácsony                                                                                 | Різдво Христове                                                                 | Vallási ünnep 2017 óta, korábban január 7-én (2017-től 2022-ig január 7-én és december 25-én) |

Amikor egy nemzeti ünnep hétvégére (szombatra vagy vasárnapra) esik, a következő munkanap (azaz hétfő) ugyanúgy egy szabadnap.451 / 5,000
Ha csak egy vagy csak két munkanap van egy munkaszüneti nap és egy másik szabadnap között, akkor ezeket a munkanapokat áthelyezik egy szombatra (hogy lehetőség legyen megszakítás nélküli szabadságra), viszont ezt le kell dolgozni egy másik szombaton.

## Fegyveres és rendvédelmi szervek napjai
- február 16. – a katonai újságírók napja[6]
- február 28.  – a katonai navigátorok napja[7]
- március 26.: az Ukrán Nemzeti Gárda napja
- április 30.: határőrség napja
- május 6.: gépesített gyalogság napja
- május 18.: takarékosok napja
- május 23.: tengerészgyalogosok napja, Ukrajna hőseinek napja
- július első vasárnapja: a haditengerészet napja
- július 4.: rendőrség napja
- július 8.: lég-i és légvédelmi erők napja
- július 29.: különleges erők napja
- augusztus utolsó szombatja – a repülés napja (katonai és polgári)[8]
- augusztus 8.: híradósok napja[9]
- szeptember első vasárnapja: területvédelmi erők napja
- szeptember 7. – a katonai felderítők napja[10]
- szeptember második vasárnapja –harckocsizók napja
- szeptember 14. – tartalékos katonák napja
- október 29. – pénzügyi tisztek napja
- november 3. – rakétaerők és tüzérség napja
- november 3. – műszaki alakulatok napja napja
- november 21. – légideszant csapatok napja
- december 6. – a fegyveres erők napja; Ukrajna különböző városaiban ünnepi tűzijáték és tisztelgés zajlik.  Az ünnepet 1993-ban hozta létre az Ukrán Legfelsőbb Tanács
- december 12. – a szárazföldi erők napja
- december 23. – operatív katonanap